# Forcipomyia agas
Forcipomyia agas är en tvåvingeart som först beskrevs av Camillo Rondani 1875.  Forcipomyia agas ingår i släktet Forcipomyia och familjen svidknott. Inga underarter finns listade i Catalogue of Life.